# Bradan
Bradan je bio talirski novac Dubrovačke Republike kovan između 1725. i 1743. godine, kada ga je zamijenio stari vižlin. Nazvan je po prikazu zaštitnika grada sv. Vlahu, koji je na aversu novca prikazan s bujnom bradom. Na reversu je grb Dubrovačke Republike. Masa mu je bila 28 do 29 grama, a promjer 41,5 do 45 mm. Vrijednost mu je bila 1,5 dukata ili 60 dinarića, a sadržavao je 15,626 grama srebra.
Polubradan je rijetki srebreni novac Dubrovačke Republike, veličine polutalira. Kovan 1731. i 1735., mase od 13,75 do 14,10 grama, promjera 35— 36,5 mm. Na aversu je prikazan zaštitnik grada sv. Vlaho s bradom kao i na talirskoj kovanici, a na reversu je grb Dubrovačke Republike. Vrijednost mu je bila 30 dinarića.